# Chionaema aurantiorufa
Chionaema aurantiorufa là một loài bướm đêm thuộc phân họ Arctiinae, họ Erebidae.